# Hirbawi
Hirbawi é a única fábrica de Keffiyeh Palestiniana que ainda existente na região da Palestina. Foi fundada em 1961 por Yasser Hirbawi em Hebrom, e ainda hoje mantém a tradição da fabricação utilizando dezesseis teares e algodão de qualidade.
Cada keffiyeh tece-se a mão com uma técnica de ponto cruz desenvolvida durante décadas, que só conhecem um punhado de pessoas, as quais tecem em duas capas, a "base" e o "padrão" ou "flor" (وردة) em árabe, controlando constantemente os teares.
O fundador de Hirbawi, Yasser Hirbawi, morreu no ano 2018, e os seus três filhos continuam com a atividade da fábrica, a qual se compromete com muitas causas políticas em defesa da liberdade Palestiniana. Padecendo também a guerra económica que estrangulou a sua produção até cair de 150.000 unidades anuais em 1993 a só 10.000 unidades em 2010. Esta baixada esteve para causar o colapso à empresa, mas pôde-se salvar transladando as vendas locais no Médio Oriente, sobretudo graças às redes sociais e as comunidades à internet. Assim foi como a Fábrica Hirbawi e os seus sócios de Made In Palestine, uma organização alemã fundada por palestinianos, estabeleceram kufiya.org, um website que seria o meio principal porque a Fábrica Hirbawi vendesse o seu produto via internet.
O keffiyeh é uma tradição Palestiniana e deveria ser fabricada na Palestina. Nós deveríamos ser aqueles autorizados a fazê-la."—  